# Beorn Estrithson
Beorn Estrithson, o in alternativa Bjørn Ulfson (1020 circa – Dartmouth, 1049), è stato un nobile anglosassone.

## Biografia
Era figlio minore dello jarl danese Ulf Thorgilsson e della principessa danese Estrid Svendsdatter, quindi fratello di re Sweyn II di Danimarca. Era inoltre imparentato con la potente dinastia di Godwin, e Harold Godwinson (futuro Aroldo II d'Inghilterra) era suo cugino e alleato.
Crebbe in Inghilterra, e re Edoardo il Confessore gli concesse nel 1045 alcune terre nella Mercia orientale. Lui e il cugino Aroldo beneficiarono del successivo esilio del fratello di quest'ultimo Sweyn Godwinson, poiché se ne divisero i possedimenti. Quando poco tempo dopo Sweyn tornò in Inghilterra inizialmente Beorn e Aroldo si opposero a che il re lo perdonasse; come risultato, Beorn venne rapito dallo stesso Sweyn e ucciso mentre veniva portato nei suoi possedimenti a Dartmouth.
Il suo corpo venne seppellito in segreto per cercare di occultarne l'omicidio, ma Aroldo riuscì poco dopo a ritrovarlo e a dargli degna sepoltura. Non sono noti suoi discendenti (anche se la saga Morkinskinna cita un certo Asmund come nipote di re Sweyn).